# Kaspar Mettelbach
Kaspar Mettelbach (* in Heilbronn; † 1484 in Heilbronn) war in den Jahren 1434, 1441, 1444, 1446, 1450, 1456, 1458 und letztmals 1484 Bürgermeister der Reichsstadt Heilbronn.

## Leben und Wirken

### Familienleben
Kaspar Mettelbach hatte eine Frau namens Els(e) Mettelbach(in). Von ihr erfahren wir in einer Urkunde vom 12. November 1470, in der über das Vermächtnis der Frau des Kaspar Mettelbach, nämlich Els(e) Mettelbach(in) die im Jahr 1470 verstorben zu sein scheint, gesprochen wird.

### Bürgermeister
Erstmals wird Kaspar Mettelbach erwähnt, als er am 16. Juli 1434 durch Abt Gerung von Maulbronn mit dem Kloster belehnt wird. Im Jahre 1441 sind Kaspar Mettelbach und Ulrich Nenninger Bürgermeister, als ihnen am 9. Juni 1441 Kunz Zopf den Böckinger Berg zuspricht. Auch im Jahre 1444 erscheint Mettelbach wieder mit Ulrich Nenninger gemeinsam als Bürgermeister, als am 5. November 1444 beide nach Brünninghausen zu einem Gerichtstermin vorgeladen werden. Mettelbach tritt auch als Bevollmächtigter der Stadt Heilbronn in Erscheinung, als er die Stadt am 16. November 1446 in einem Rechtsstreit zu Speyer vertreten soll. Einen denkwürdigen Anlass bietet auch die Besiegelung der Genehmigung zum Bau des Karmeliterklosters seitens des Bischofs, die er als Bürgermeister am 8. November 1450 vornimmt. Mettelbach erscheint urkundlich wiederum am 9. November 1456, wo er Forderungen an die Stadt Esslingen, durch seinen Diener Wendel vorträgt. Nachdem Mettelbach bisher immer gemeinsam mit Nenninger Heilbronn als Bürgermeister vertritt, erscheint er im Jahr 1458 gemeinsam mit Bernhard Berlin als Bürgermeister. Gemeinsam veranlassen sie am 11. November 1458 das Protokoll über die Inhaftierung von Heilbronnern Bürgern. Letztmals wird Mettelbach im Jahre 1476 erwähnt, als er mit Michael Hüngerlin zusammen Bürgermeister ist, und am 6. Mai 1476 einen Vergleich beurkundet.

### Schultheiß
Gegen Ende seines Lebens ist Mettelbach eher als Schultheiß tätig. Als solcher besiegelt er am 29. Mai 1469 das Vermächtnis der Eheleute zueinander. Als es am 12. November 1470 um das Vermächtnis seiner Frau Els(e) geht, wird Kaspar Mettelbach auch als Schultheiß genannt. Letztmals als Schultheiß tritt Mettelbach am 13. Februar 1475 in Erscheinung, als er in einer Klage der Spitalpfleger gegen Klaus Diemar entscheidet.